# 楢林鎮山

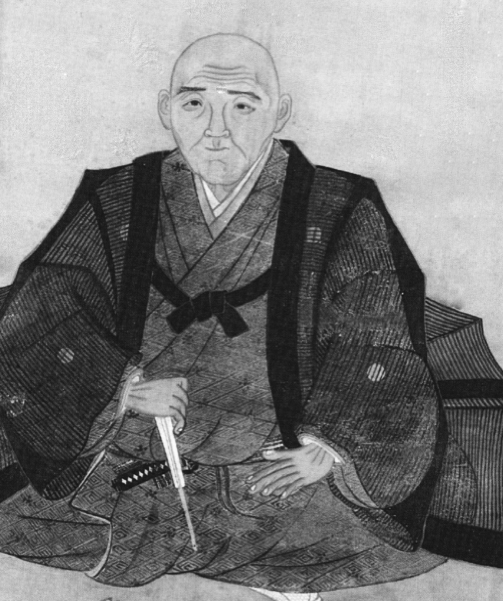
楢林鎮山

楢林 鎮山（ならばやし ちんざん、慶安元年12月14日（1649年1月26日） - 宝永8年3月29日（1711年5月16日））は、江戸時代前期の阿蘭陀通詞・医師。諱は時敏、法号は栄休。通称は彦五郎・新右衛門・新五兵衛・得生軒。子に楢林栄久がいる。
長崎の出身。9歳よりオランダ語を学び、19歳の時に出島出入の者300名による試験に合格して小通詞、39歳で大通詞となる。オランダ商館長の江戸入りに8回通詞として同行したほか、リターン号事件などの大事件の際に通詞として交渉に参加した。また、オランダ商館医官より蘭方医学を学んだ。
だが、元禄11年9月27日（1698年10月30日）、突如オランダ人との内通の疑いをかけられて閉戸（武家の閉門と同義）に処せられて通詞を解任。
その後許されて出家した後は、医師として開業、診察の傍ら多くの門人を育て、彼の子孫及び門人達の流派は「楢林流」と称された。宝永3年（1706年）には、フランスの外科医アンブロワーズ・パレの著書のオランダ語版を翻訳した『紅夷外科宗伝』を刊行しており、同書には本草学者・朱子学者として名高かった貝原益軒が序文を寄せている。宝永5年（1708年）には、名声を聞いた時の将軍徳川綱吉が招聘をしているが、咎人であることを理由にこれを辞退している。また、福岡藩主黒田綱政の招聘も同様の理由で辞退している。
大正4年（1915年）、正五位を追贈された。